# Jacques Michaud
Jacques Michaud (Saint-Julien-en-Genevois, 11 de juliol de 1951) va ser un ciclista francès, que fou professional entre 1979 i 1984. La seva principal victòria fou una etapa del Tour de França de 1983.

## Palmarès
- 1979
  - 1r a l'Etoile de Bessèges
- 1982
  - Vencedor d'una etapa del Critèrium del Dauphiné Libéré
- 1983
  - 1r a Cluses
  - Vencedor d'una etapa del Tour de França

### Resultats al Tour de França
- 1979. 40è de la classificació general
- 1980. 72è de la classificació general
- 1981. 23è de la classificació general
- 1982. 18è de la classificació general
- 1983. 19è de la classificació general